# Once (Nightwish album)
 For alternative betydninger, se Once. (Se også artikler, som begynder med Once)
Once er det 5. album udgivet af det finske band Nightwish optaget af: Tempputupa, Finnvox, E-Major og Phoenix Sound studios mellem november 2003 og marts 2004.

## Sange
| Nr. | Titel                       | Længde |
| --- | --------------------------- | ------ |
| 1.  | "Dark Chest Of Wonders"     |        |
| 2.  | "Wish I Had An Angel"       |        |
| 3.  | "Nemo"                      |        |
| 4.  | "Planet Hell"               |        |
| 5.  | "Creek Mary's Blood"        |        |
| 6.  | "The Siren"                 |        |
| 7.  | "Dead Gardens"              |        |
| 8.  | "Romanticide"               |        |
| 9.  | "Ghost Love Score"          |        |
| 10. | "Kuolema Tekee Taiteilijan" |        |
| 11. | "Higher Than Hope"          |        |